# Siphlonurus columbianus
Siphlonurus columbianus is een haft uit de familie Siphlonuridae. De wetenschappelijke naam van de soort is voor het eerst geldig gepubliceerd in 1925 door McDunnough.
De soort komt voor in het Nearctisch gebied.